# 保罗·马基亚里尼
保罗·马基亚里尼（義大利語：Paolo Macchiarini，1958年8月22日—），意大利医生。马基亚里尼曾被认为是再生医学的专家，擅长人造气管植入手术。2010年至2015年间，他曾在卡罗林斯卡学院担任访问学者。2014年，马基亚里尼被指学术不端，论文造假。他实施植入手术的8名患者中，有6位因并发症死亡，其余两位长期在重症监护室接受救治。2015年，卡罗林斯卡学院称，调查显示马基亚里尼没有学术不端行为，学院决定继续聘用他。2016年1月，瑞典电视台播放纪录片指控马基亚里尼在未进行动物实验的情况下就向病人实施人造气管植入手术，采取欺骗手段诱使病人同意手术；纪录片还指控卡罗林斯卡学院没有认真调查马基亚里尼的不端行为，指控执行院长安德斯·哈姆斯腾低估问题严重性、推卸责任。卡罗林斯卡学院随后决定中止聘用马基亚里尼，重启调查。执行院长安德斯·哈姆斯腾辞职。曾向卡罗林斯卡学院举荐马基亚里尼的乌尔班·伦达尔辞去了诺贝尔生理学或医学奖评选委员会秘书的职务。